# Championnats du monde juniors de biathlon 2022
Navigation
Obertilliach 2021 Chtchoutchinsk 2023
Les Championnats du monde juniors de biathlon 2022 ont lieu à Soldier Hollow aux États-Unis, du 23 février au 2 mars 2022.

## Présentation
La catégorie « Juniors » regroupe les biathlètes de moins de 22 ans (nés en 2000, 2001 ou 2002) et la catégorie « Jeunes »  regroupe les biathlètes de moins de 19 ans (nés en 2003, 2004, 2005 ou 2006). 

### Calendrier

#### Juniors
- Individuel (hommes et femmes) : 24 février
- Sprint (hommes et femmes) : 26 février
- Poursuite (hommes et femmes) : 27 février
- Relais (hommes et femmes) : 2 mars

#### Jeunes
- Individuel (hommes et femmes) : 23 février
- Sprint (hommes et femmes) : 25 février
- Poursuite (hommes et femmes) : 27 février
- Relais (hommes et femmes) : 1er mars

## Résultats et podiums

### Juniors

#### Hommes
| Épreuves          | Or                                                                          | Argent                                                                  | Bronze                                                              |
| ----------------- | --------------------------------------------------------------------------- | ----------------------------------------------------------------------- | ------------------------------------------------------------------- |
| Individuel 15 km  | Jonáš Mareček                                                               | Vetle Rype Paulsen                                                      | Martin Uldal                                                        |
| Sprint 10 km      | Martin Nevland                                                              | Otto Invenius                                                           | Martin Uldal                                                        |
| Poursuite 12,5 km | Martin Nevland                                                              | Blagoy Todev                                                            | Martin Uldal                                                        |
| Relais 4 × 7,5 km | France- Oscar Lombardot - Rémi Broutier - Paul Fontaine - Jacques Jefferies | Italie- Iacopo Leonesio - David Zingerle - Michele Molinari - Elia Zeni | Norvège- Mats Øverby - Martin Uldal - Jørgen Sæter - Martin Nevland |

#### Femmes
| Épreuves           | Or                                                                                  | Argent                                                                    | Bronze                                                                     |
| ------------------ | ----------------------------------------------------------------------------------- | ------------------------------------------------------------------------- | -------------------------------------------------------------------------- |
| Individuel 12,5 km | Lisa Maria Spark                                                                    | Océane Michelon                                                           | Tereza Voborníková                                                         |
| Sprint 7,5 km      | Tereza Voborníková                                                                  | Rebecca Passler                                                           | Lisa Maria Spark                                                           |
| Poursuite 10 km    | Tereza Voborníková                                                                  | Hannah Auchentaller                                                       | Frida Dokken                                                               |
| Relais 4 × 6 km    | Italie- Rebecca Passler - Linda Zingerle - Beatrice Trabucchi - Hannah Auchentaller | Allemagne- Johanna Puff - Mareike Braun - Luise Müller - Lisa Maria Spark | France- Camille Coupé - Noémie Remonnay - Océane Michelon - Jeanne Richard |

### Jeunes

#### Hommes
| Épreuves           | Or                                                 | Argent                                                      | Bronze                                                    |
| ------------------ | -------------------------------------------------- | ----------------------------------------------------------- | --------------------------------------------------------- |
| Individuel 12,5 km | Arttu Heikkinen                                    | Jakub Borguľa                                               | Albert Engelmann                                          |
| Sprint 7,5 km      | Jakob Kulbin                                       | Jakub Borguľa                                               | Albert Engelmann                                          |
| Poursuite 10 km    | Jakub Borguľa                                      | Albert Engelmann                                            | Jakob Kulbin                                              |
| Relais 3 × 7,5 km  | Norvège- Stian Fedreheim - Andreas Aas - Isak Frey | Allemagne- Fabian Kaskel - Tim Nechwatal - Albert Engelmann | Italie- Marco Barale - Christoph Pircher - Nicolò Betemps |

#### Femmes
| Épreuves         | Or                                                         | Argent                                                   | Bronze                                                         |
| ---------------- | ---------------------------------------------------------- | -------------------------------------------------------- | -------------------------------------------------------------- |
| Individuel 10 km | Sara Andersson                                             | Iva Moric                                                | Selina Grotian                                                 |
| Sprint 6 km      | Maren Kirkeeide                                            | Lena Repinc                                              | Iva Moric                                                      |
| Poursuite 7,5 km | Selina Grotian                                             | Lena Repinc                                              | Sara Andersson                                                 |
| Relais 3 × 6 km  | Italie- Ilaria Scattolo - Fabiana Carpella - Sara Scattolo | Allemagne- Iva Moric - Marlene Fichtner - Selina Grotian | Bulgarie- Valentina Dimitrova - Stefani Yolova - Lora Hristova |